# Departament de Zou
Zou és un dels dotze departaments de Benín amb una superfície de 5.106 km² i 639.296 habitants. S'hi poden trobar les següents ciutats: Abomey (la de major població), Agbangnizoun, Bohicon, Cové, Djidja, Ouinhi, Manala, Zagnanado, Za-Kpota i Zodogbomey.

## Llengües i grups humans

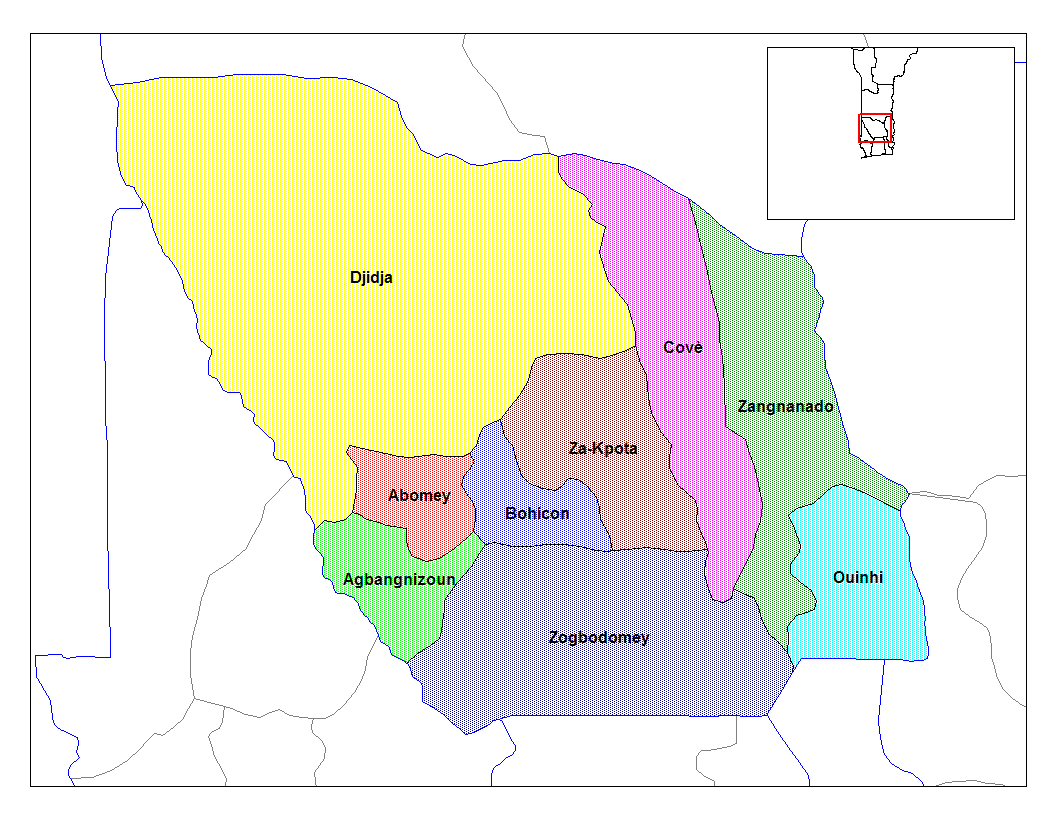
Municipis del Departament de Zou

- Els agunes, que parlen l'aguna, al municipi de Djija
- Els aja parlen la llengua aja i viuen als municipis de Djidja i d'Agbangnizoun.
- Els fon parlen la llengua fon.[1]